# Carlos de Luna y Arellano I
Carlos de Luna y Arellano (ca 1430 - 1523) fue Mariscal de Castilla y Señor de Ciria y Borobia.

## Biografía
Carlos de Luna y Arellano estaba entroncado con dos grandes familias aristocráticas, la de casa de Arellano y la casa de Luna. Su padre, Carlos de Arellano, fue un hijo segundón de Carlos Ramírez de Arellano, señor de los Cameros y de su mujer Constanza Sarmiento, hija a su vez del del mariscal Diego Gómez Sarmiento y de Leonor Enríquez de Castilla. A través de su matrimonio con Aldara de Luna, hija de Jaime Martínez de Luna, alférez mayor de Aragón y primo hermano de Don Álvaro de Luna, se convirtió en señor de dos antiguas aldeas de la Tierra de Soria, Ciria y Borobia.
Antes de suceder a su padre en sus señoríos, a su muerte en 1482, Carlos de Luna y Arellano estuvo al servicio del conde de Medinaceli, al que ayudó en sus enfrentamientos contra el concejo de Ágreda, que pretendía como señorío por una disposición de Enrique IV. En esos años, llegó a estar al mando de la fortaleza de Beratón.
Carlos de Luna y Arellano contrajo matrimonio con Constanza de Torres, hija del regidor soriano Juan de Torres. A través de este matrimonio, Carlos de Luna y Arellano estableció vínculos con las familias de la oligarquía soriana, consiguiendo ser aceptado como miembro del linaje de Salvadores, uno de los Doce Linajes de Soria. Sin embargo, no hay evidencia de que llegase a desempeñar ningún cargo político en la ciudad. Esto fue probablemente debido a la desconfianza que provocaba en la ciudad. Tanto Soria como Ágreda denegaron a Carlos de Luna y Arellano adquirir propiedades, probablemente por temor a su influencia o a que desgajase las tierras adquiridas y las agregase a sus propios señoríos.